# KK Rabotnički Skopje
Košarkaški Klub Rabotnički Skopje (Macedonisch: Кошаркашки клуб Работнички), is een basketbalclub gevestigd in Skopje, Noord-Macedonië.

## Geschiedenis
De club werd opgericht in 1946. Tijdens de jaren zeventig was Rabotnički een van de topclubs in niet alleen de nationale, maar ook Europese competities. Ze haalde twee keer de finale om de Bekerwinnaar Joegoslavië in 1976 en 1983. Ze werden elf keer winnaar van de Macedonian Republic League (Joegoslavië) in 1947, 1948, 1949, 1950, 1951, 1952, 1953, 1960, 1961, 1963 en 1964. Na het uiteen vallen van Joegoslavië won Rabotnički vijftien keer de Macedonian First League in 1993, 1994, 1995, 1996, 1997, 1998, 1999, 2001, 2002, 2003, 2004, 2005, 2006, 2009 en 2018 en tien keer de Macedonian Basketball Cup in 1993, 1994, 1998, 2003, 2004, 2005, 2006, 2011, 2015 en 2019.

## Supporters
Rabotnički is bijna niet te verslaan in thuiswedstrijden. Dat komt door de ongelooflijke sfeer die de thuisfans maken. Die trouwe supporters noemen zich zelf "City Park Boys". Hun grootste rivalen zijn de suporters van KK MZT Skopje.

## Erelijst
- Macedonian Republic League (Joegoslavië): 11
  - Winnaar: 1947, 1948, 1949, 1950, 1951, 1952, 1953, 1960, 1961, 1963, 1964

- Bekerwinnaar Joegoslavië: 
  - Runner-up: 1976, 1983

- Macedonian First League: 15
  - Winnaar: 1993, 1994, 1995, 1996, 1997, 1998, 1999, 2001, 2002, 2003, 2004, 2005, 2006, 2009, 2018
  - Tweede: 2000, 2007, 2011, 2014, 2019

- Macedonian Basketball Cup: 10
  - Winnaar: 1993, 1994, 1998, 2003, 2004, 2005, 2006, 2011, 2015, 2019
  - Runner-up: 1996, 2000, 2001, 2002, 2018

- Macedonian Super Cup: 2
  - Winnaar: 2001, 2011
  - Runner-up: 2002, 2003, 2015

- Saporta Cup:
  - Halve finale: 1976

## Bekende (oud)-coaches
- Marin Dokuzovski
- Steruli Andonovski
- Aleksandar Knjazev
- Tihomir Matevski
- Marjan Lazovski
- Lazar Lečić
- Emil Rajković
- Marjan Srbinovski
- Goran Krstevski
- Igor Gacov

## Bekende (oud)-spelers
| - Blagoja Georgievski - Njegoš Sikiraš - Malcolm Bernard - LaMarcus Reed - Darius Washington Jr. |